# سباق الزمن للشبان في بطولة العالم لسباق الدراجات على الطريق 2022
سباق الزمن للشبان في بطولة العالم لسباق الدراجات على الطريق 2022 (بالإنجليزية: 2022 UCI Road World Championships – Men's junior time trial)‏ هو سباق دراجات هوائية، وهو الموسم الثامن والعشرين من سباق الزمن للشبان في بطولة العالم لسباق الدراجات على الطريق ‏، وأقيم في 20 سبتمبر 2022 ضمن سباقات بطولة العالم لسباق الدراجات على الطريق 2022.
فاز بالمركز الأول Josh Tarling ‏، وفاز بالمركز الثاني Hamish McKenzie (cyclist) ‏، وفاز بالمركز الثالث Emil Herzog ‏.

## التصنيف العام النهائي
| التصنيف العام         | التصنيف العام              | التصنيف العام                               | التصنيف العام | التصنيف العام |
| العداء                | العداء                     | الفريق                                      | الوقت         |               |
| --------------------- | -------------------------- | ------------------------------------------- | ------------- | ------------- |
| 1                     | Josh Tarling ‏              | فريق المملكة المتحدة لركوب الدراجات للرجال ‏ | 34 د 59 ث     |               |
| 2                     | Hamish McKenzie (cyclist) ‏ | فريق أستراليا لركوب الدراجات للرجال ‏        | + 19 ث        |               |
| 3                     | Emil Herzog ‏               | فريق ألمانيا لركوب الدراجات للرجال ‏         | + 33 ث        |               |
| 4                     | Jan Christen ‏              | فريق سويسرا لركوب الدراجات ‏                 | + 59 ث        |               |
|                       |                            |                                             |               |               |
| مصدر: ProCyclingStats |                            |                                             |               |               |

## وصلات خارجية
- الموقع الرسمي
- لمحة عن سباق سباق الزمن للشبان في بطولة العالم لسباق الدراجات على الطريق 2022 على موقع  ProCyclingStats   (برو  سايكلنج  ستاتس) - إحصاءات  محترفي  الدراجات.
- سباق الزمن للشبان في بطولة العالم لسباق الدراجات على الطريق 2022 على موقع إحصائيات الدراجات الإحترافية (الإنجليزية)